# Lorenzo Langstroth

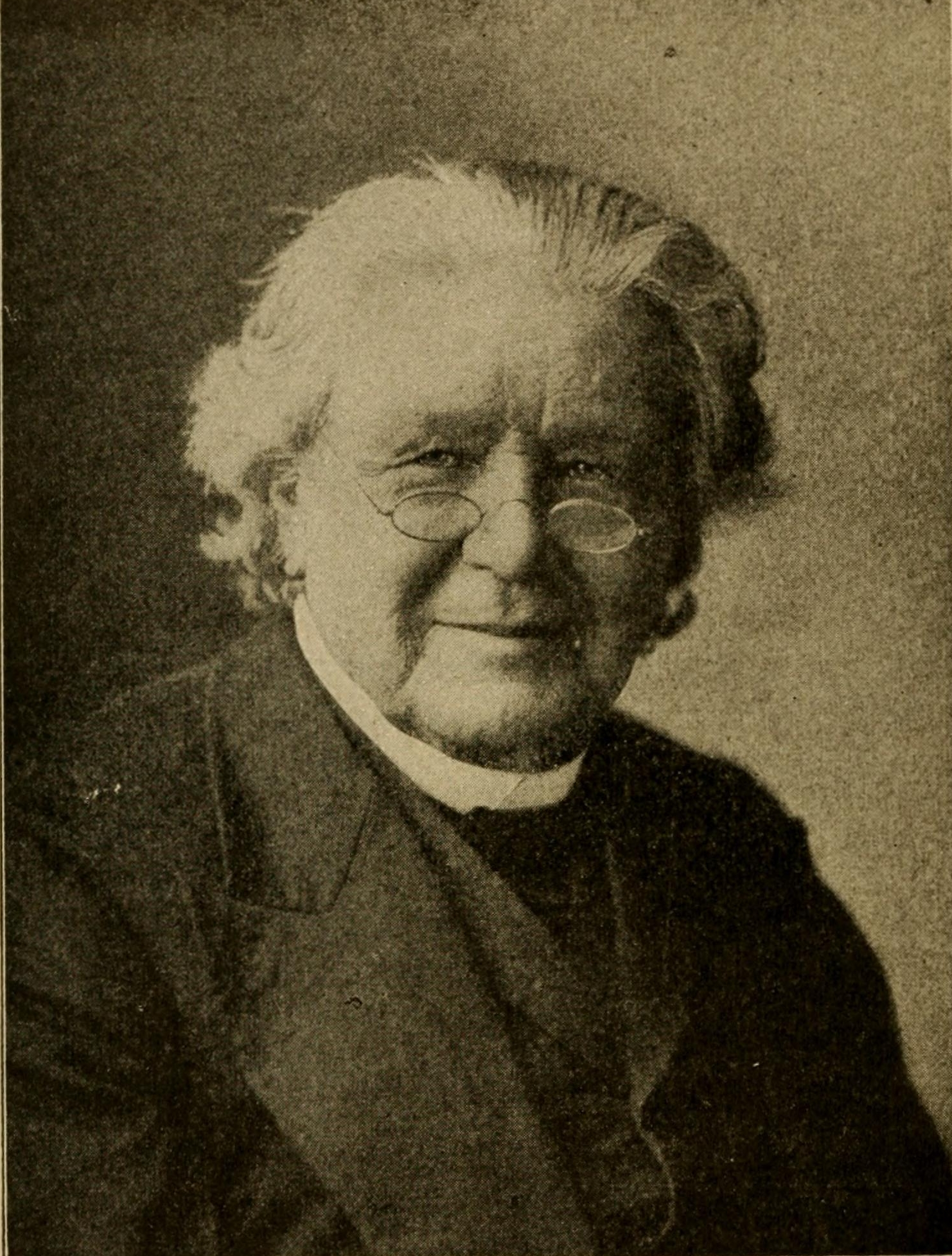
Lorenzo Langstroth

Lorenzo Lorraine Langstroth (* 25. Dezember 1810 in Philadelphia, Pennsylvania; † 6. Oktober 1895 in Dayton, Ohio) war ein US-amerikanischer Mathematiker, Pastor, Imker und Publizist. Er hat die Imkerei mit Magazinbeuten eingehend erforscht und die Langstroth-Beute entwickelt.

## Leben
Von 1834 bis 1836 war Langstroth als Mathematiklehrer am Yale College tätig. Parallel dazu absolvierte er ein Theologiestudium. 1836 erhielt er seine erste Pfarrstelle in Andover (Massachusetts). Im August desselben Jahres heiratete er Anne Tucker.
Ab etwa 1838 begann er nach dem Erwerb mehrerer Bienenvölker, sich autodidaktisch die Imkerei anzueignen. Er widmete sich besonders der Weiterentwicklung des Beutenbaus und veröffentlichte eine Reihe von Imkerbüchern. Im Sommer 1851 entdeckte er den Bienenabstand (bee space), der 8–10 mm beträgt und von Bienen nicht mehr mit Wachs und Propolis überbaut wird. Es ist der ideale Abstand zwischen Waben und Beutenwand, mit dem sich unerwünschte Verbauungen verhindern lassen, wodurch die Imkerei enorm erleichtert wird. 1852 erhielt er für seine darauf aufbauendes Beutesystem in den USA ein Patent. 1853 stellte er einen später nach ihm benannten modularen Beutentyp vor, der als Urform der modernen Magazinbeute gilt und sich in den USA rasch durchsetzte. Moderne Bienen-Beutensysteme sind regelmäßig Variationen seiner Erkenntnisse. Seine Forschungsergebnisse wurden erstmals von Charles Dadant in die Praxis umgesetzt.

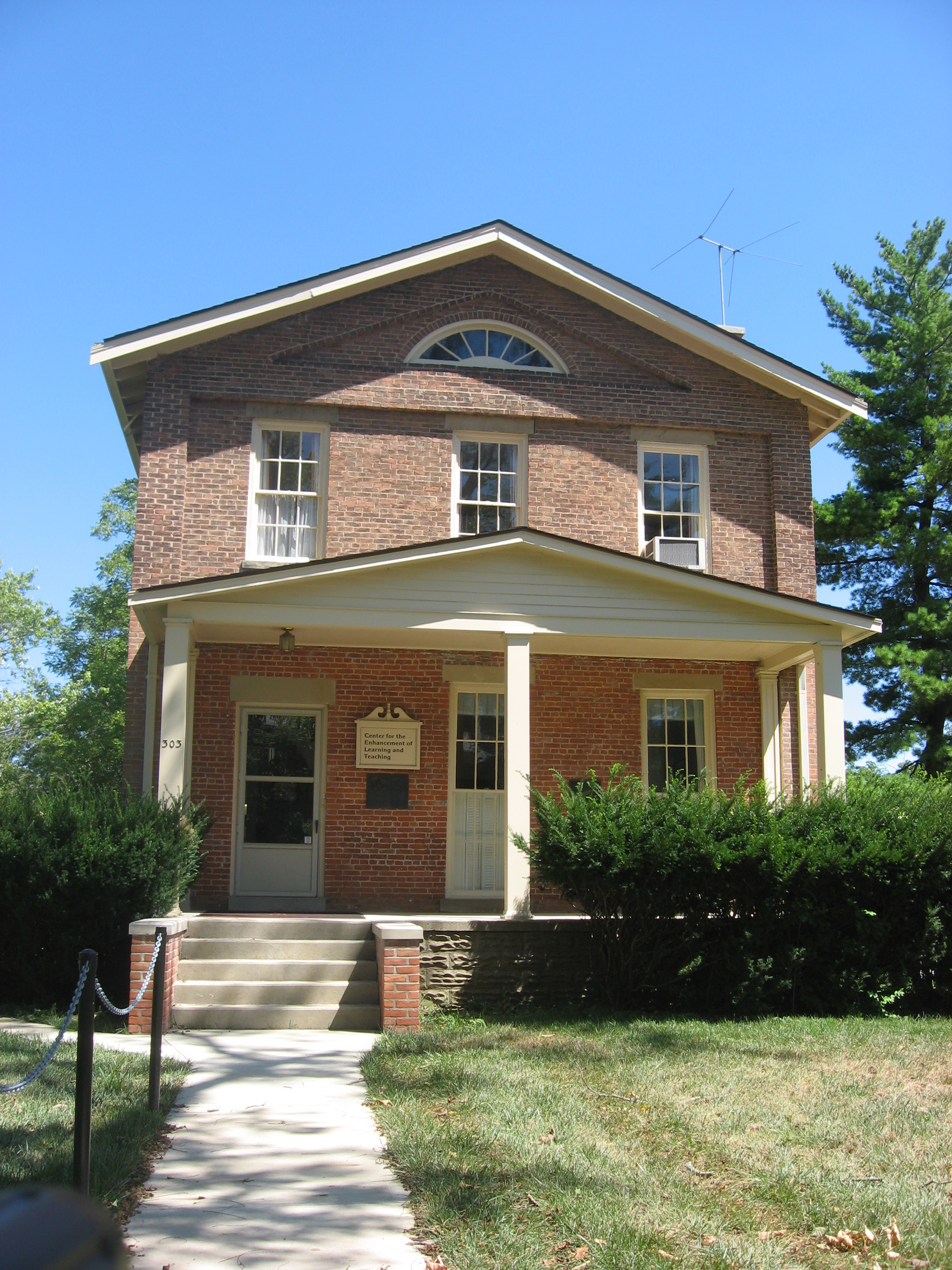
Langstroth Cottage in Oxford, Ohio

1858 zog er mit seiner Familie nach  Oxford in Ohio. Sein dortiger Wohnsitz wurde 1976 zum National Historic Landmark erklärt.
1873 verstarben seine Mutter und seine Frau. 1887 verlegte er seinen Wohnsitz nach Dayton, Ohio.